# 下諏訪町
下諏訪町（しもすわまち）は、長野県諏訪郡の町。平安時代には土武郷と呼ばれていた。
諏訪湖や八島ヶ原湿原、下諏訪温泉、諏訪大社下社などがある観光地かつ鳥居前町。かつては中山道、甲州街道が分岐する宿場として栄えていた。

## 地理
下諏訪町は、長野県のほぼ中央にあり、直線距離で県庁所在地の長野市から50km、東京から200kmのところにある。町域は、南の諏訪湖から、北の筑摩山地（美ヶ原、1,800m級）まであり細長い（町内の美ヶ原は南端部の山林地帯のみで観光には不向き）。町域は細長いが実際に住民が居住しているところは諏訪湖周辺の盆地で居住区域は正方形になっている。標高は長野県内の都市では高い方で中心部はおよそ760m。
河川では、砥川が町の西部を二分するように横断している。また、十四瀬川が岡谷市との境界をなしている。八ヶ岳中信高原国定公園が町内にあり、その中に八島ヶ原湿原がある。
町中心部は砥川の扇状地になっている。また、下諏訪町はフォッサマグナの上にある。町域は5000万年前は海底にあった。
森林面積は5,510haで、町域全体の約82%を占める。
- 山: 三峰山、二ツ山、鷲ヶ峰
- 河川: 砥川、十四瀬川、古川、承知川
- 湖沼: 諏訪湖、いずみ湖
- 高原: 八島ヶ原湿原、美ヶ原（南端部）
- 自然公園: 八ヶ岳中信高原国定公園

### 気候
下諏訪町などの諏訪地方は中央高原型 (5d) の気候が顕著に現れるところにある。冬の寒さは厳しく、特に早朝は零下10度前後まで冷え込むことも度々ある。積雪は多くても30cmほどである。雨は少なく全体的に乾燥している。梅雨の影響も少ない。諏訪盆地は山に囲まれているので日中でも風速7～8m/sの強い風が吹く場合がある。
気象区分では下諏訪町は長野県中部のうち諏訪地域に入る。

### 隣接している自治体
下諏訪町は4市町と隣接している。中でも諏訪市、岡谷市とは平続きになっているうえ、同じ「諏訪」のアイデンティティーをもっているため非常に密接な関係にある。ただし、諏訪大社の神事に関しては下社に属し、諏訪市の一部と茅野市が擁する上社とは異なった神事を持っているなど、文化的な差異もある。
松本市とは山を隔てて隣接しており直線距離では比較的近いが、あまりにも山深くかつ地形も険しい等の要因のため、直通できる道路や鉄道は敷設されていない。ただし、岡谷市や塩尻市を経由する形で国道や電車が通っているため、岡谷市や諏訪市ほどではないが密接な関係にあり交流も多い。
長和町とは山を隔てて町域と町域同士で隣接している。国道142号線が敷設されているが、特に冬季の移動が難しく交流が少ない。
以下の表は隣接自治体の位置関係をあらわしたもの。
| 北西: 松本市 | 北                 | 北東: 長和町 |
| 西: 岡谷市   | 下諏訪町（中心部） | 東: 諏訪市   |
| 南西         | 南:諏訪湖          | 南東         |

## 人口
| |                                          |  |
| 下諏訪町と全国の年齢別人口分布（2005年） | 下諏訪町の年齢・男女別人口分布（2005年） |  |
| ■紫色 ― 下諏訪町 ■緑色 ― 日本全国 | ■青色 ― 男性 ■赤色 ― 女性                |  |
| 下諏訪町（に相当する地域）の人口の推移 \| 1970年（昭和45年） \| 26,932人 \| \| \| 1975年（昭和50年） \| 26,894人 \| \| \| 1980年（昭和55年） \| 26,574人 \| \| \| 1985年（昭和60年） \| 26,567人 \| \| \| 1990年（平成2年） \| 25,519人 \| \| \| 1995年（平成7年） \| 24,535人 \| \| \| 2000年（平成12年） \| 23,930人 \| \| \| 2005年（平成17年） \| 22,863人 \| \| \| 2010年（平成22年） \| 21,532人 \| \| \| 2015年（平成27年） \| 20,236人 \| \| \| 2020年（令和2年） \| 19,155人 \| \| |                                          |  |
| 総務省統計局 国勢調査より |                                          |  |
| 1970年（昭和45年） | 26,932人                                 |  |
| 1975年（昭和50年） | 26,894人                                 |  |
| 1980年（昭和55年） | 26,574人                                 |  |
| 1985年（昭和60年） | 26,567人                                 |  |
| 1990年（平成2年） | 25,519人                                 |  |
| 1995年（平成7年） | 24,535人                                 |  |
| 2000年（平成12年） | 23,930人                                 |  |
| 2005年（平成17年） | 22,863人                                 |  |
| 2010年（平成22年） | 21,532人                                 |  |
| 2015年（平成27年） | 20,236人                                 |  |
| 2020年（令和2年） | 19,155人                                 |  |

## 歴史
下諏訪町を含めた諏訪地域は近くに全国でも数箇所しかない石器の材料となる黒曜石の一大産出場である和田峠（町北部から長和町にかけて採掘跡がある）の恩恵により縄文時代から人の居住が見られた。この地域で産出された黒曜石は、関東一円の遺跡から見つかっており、黒曜石の生産に関しては一説によれば日本列島内で最も先進的な地域だったらしい。付近の茅野市には多くの縄文遺跡があり、同市の棚畑遺跡からは国宝に指定された土偶（通称「縄文のビーナス」）が出土している。弥生時代には、出雲などの西国から来た渡来人が稲作文化を諏訪へ伝えた。
古代の律令制下において、町域は信濃国諏訪郡の一部であった。続日本紀によると、奈良時代の一時期、諏訪地域は信濃国から分立し、諏方国として1つの国をなしていたが、約十年で信濃国に復された。
戦国時代初期までは現在下諏訪町にある諏訪大社下社方と諏訪市および茅野市にある上社方が闘争状態となる。下社方の金刺氏は上社方の諏訪氏に対して劣勢となったため、上社方の内紛に付け入って復権を図るため戦いを仕掛けるがこれに失敗。最後の当主は甲斐の武田信虎を頼って落ち伸びた。信虎は甲斐国内を統一すると諏訪地方への最初の侵攻を開始するが、金刺氏の失地回復も大義名分のひとつであった。その後、晴信（信玄期）に本格化した信濃侵攻における諏訪攻めによって諏訪とともに武田家に占領される。
諏訪氏の高島藩が支配していた江戸時代の初期に街道整備が行われ、中山道と甲州街道を合流させるため、これまで通っていた東山道の道筋を一部改定し、合流点に下諏訪宿を設けた。甲州街道と中山道の分岐であること、北に和田峠、西に塩嶺峠と中山道有数の難所を控えることから、宿場に泊まる旅人が多く大いに賑わった。温泉が湧出している数少ない宿場町のひとつだった。貞享年間は飢饉が続いており、農民は困窮していたが高島藩主が年貢を下げたためなんとか落ち着いた。
明治維新後、萩倉地区の山間部で水車を利用した製糸業が始まる。明治36年の中央線開通により平野部に工場が移転し、諏訪地方の中で最も早く器械製糸が始まった。1910年代から1920年代にかけて隣の岡谷市が資本の集中に成功し、製糸業の中心地として栄えた。その影響が町内にもおよび、諏訪湖周辺は生糸工場が立地し山の裾野では養蚕に必要な桑の栽培と養蚕が盛んであった。
1930年代初頭、日本労働組合全国協議会の一般使用人組合教育労働班が長野県内の事業所に浸透。彼らが小学校教員に働きかけを始めた。この過程で1932年（昭和7年）7月、下諏訪小学校の御真影が盗まれて、校長が身代金を恐喝される事件が発生。捜査の過程で二・四事件が表面化していくこととなった。
太平洋戦争中は大規模な工場が大都市から町内を含めた諏訪地域に疎開移転し、それが現在の東洋のスイスと呼ばれるこの町の精密工業の礎となっている。三協精機（後の日本電産サンキョー、現：ニデックインスツルメンツ）によるオルゴール製造で生産高が一時世界一となり、また隣の諏訪市に本社を置くセイコーエプソンは当時の移転があったからこそ、現在の姿があるとされている。
高度経済成長期には諏訪湖の汚染と富栄養化が顕著となり、全国で下位クラスの汚い湖になってしまったが、現在は浄化運動が行われ透明度は改善傾向にある。平成の大合併は諏訪地域にも影響を及ぼし諏訪地域全体で合併する構想も出たが、現在はなくなり自立の道を模索している。

### 沿革
- 1871年（明治4年） - 廃藩置県により、高島県。後に筑摩県に編入する。
- 1874年（明治7年）10月9日 - 諏訪郡下諏訪町（村格）、友之町（村格）、下原村、久保村、武居村、富部村及び高木村の区域をもって、諏訪郡下諏訪村が発足する。
- 1876年（明治9年） - 筑摩県の廃止により、長野県に編入する。
- 1889年（明治22年）4月1日 - 町村制の施行により、諏訪郡下諏訪村の区域をもって、諏訪郡下諏訪村が発足する。
- 1893年（明治26年）6月30日 - 町制施行して、下諏訪町となる。
- 1958年（昭和33年） - 岡谷市の区域の内、東町地籍及び東山田地籍の区域を編入する。
- 1983年（昭和58年） - 諏訪湖の面積を分割する。

## 行政
- 町長：宮坂 徹[2]（みやさか とおる、2020年12月5日就任、1期目）

### 町議会
- 議員定数：13人（任期：2027年4月30日まで）
- 議長：樽川 信仁（たるかわ のぶひと）

## 住所表記
下諏訪町は1889年（明治22年）の町村制施行から一度も合併を経験していない地方公共団体であり、町村制施行前の自然村を引き継いだという意味での大字は存在しない（小字は存在する）。現在の下諏訪町の正式な住所表記は「下諏訪町○○○番地」または「下諏訪町社○○○番地」のみであり、住民票等の公的文書ではこの形式での記載となる。その一方で、町内には古くから使用されている慣用町名（町内会）が存在しており、この慣用町名を使用した「下諏訪町東赤砂（町内会名）○○○番地」といった表記も流通しており、郵便番号がこの慣用町名ごとに振られていることもあいまって混乱をきたしている。
これに対し、町では慣用町名を住所の中に入れる形式ではなく括弧に入れて住所とは別に併記する書き方を推奨し、正式な住所表記が「下諏訪町○○○番地」または「下諏訪町社○○○番地」であることを周知したうえで町の通知文書でもこの表記に統一していくとしている。例えば前述の東赤砂地域の場合、「下諏訪町東赤砂○○○番地」ではなく「下諏訪町○○○番地（東赤砂）」といった表記になる。

## 教育

### 小学校
- 下諏訪町立下諏訪北小学校
- 下諏訪町立下諏訪南小学校

### 中学校
- 下諏訪町立下諏訪中学校
- 下諏訪町立下諏訪社中学校

### 高等学校
- 長野県下諏訪向陽高等学校

### 社会教育
- 下諏訪町立図書館

## 郵便局
- 下諏訪郵便局
- 下諏訪大門郵便局
- 下諏訪西浜町郵便局
- 高木簡易郵便局

## 交通

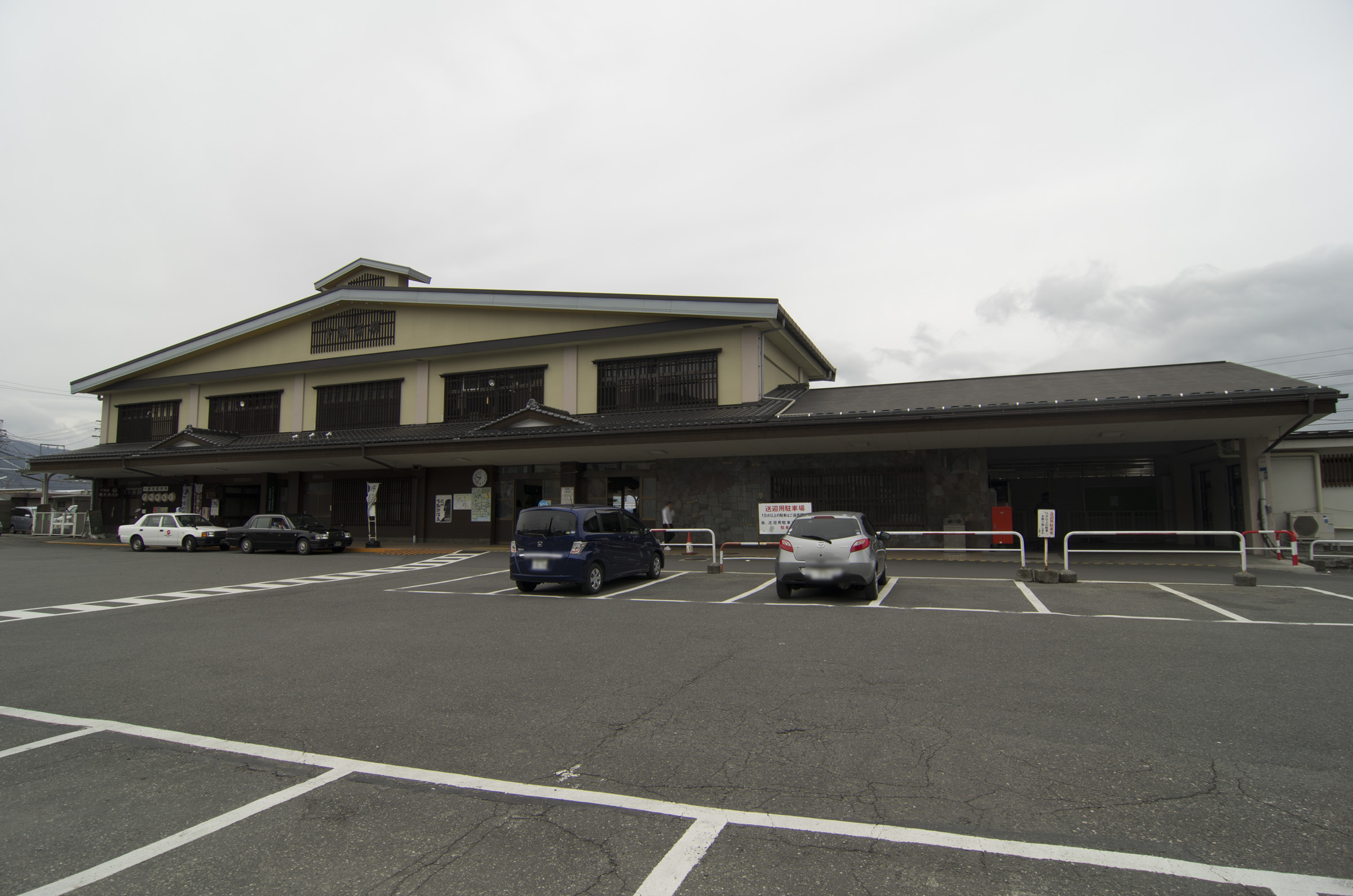
下諏訪駅

### 鉄道
- 中央本線: 下諏訪駅

### 路線バス
- アルピコ交通（通称・諏訪バス）
- あざみ号（JRバス関東が受託運行）
- スワンバス
- 中央高速バス（バスタ新宿‐＜中央自動車道＞‐上諏訪駅‐下諏訪‐岡谷駅）
- アルペン諏訪号（USJ‐大阪梅田‐新大阪‐京都駅八条口‐＜名神高速道路‐中央自動車道＞‐下諏訪‐茅野駅‐八ヶ岳（美濃戸口））

### 道路
- 国道20号
- 国道142号
- 長野県道14号下諏訪辰野線
- ビーナスライン

#### 高速道路
町内に高速道路はない。最寄りのインターチェンジは約5km西にある岡谷インターチェンジ（長野自動車道）である。

### ナンバープレート
自動車のナンバープレートはご当地ナンバーの諏訪ナンバー（長野運輸支局松本自動車検査登録事務所）が割り当てられている（2006年10月10日導入）。

## 経済

### 主要企業
- 日亜化学工業株式会社 諏訪技術センター (研究開発拠点)
- 共立継器株式会社 本社工場  (電磁接触器、電動車輪、端子台など製造・販売)
- ニデックインスツルメンツ株式会社 本社
- ひかり味噌株式会社 本社 (味噌、即席味噌汁及び加工食品の製造・販売)
- 大和電機工業株式会社 本社・下諏訪事業所 (多種めっき類加工装置、精密機械切削加工装置など開発・製造)
- 株式会社エスク 本社 （「サンエス」ブランドのスケート靴、スケートグッズの開発・製造）
- 磐栄運送株式会社 諏訪御湖鶴酒造場（日本酒醸造所）
- ジェイアールバス関東諏訪支店

### かつてあった企業
- 株式会社ヤシカ 本社工場 (カメラ製造)
- セイコーエプソン株式会社 高木事業所
- 諏訪電気

## 名所・旧跡・観光スポット・祭事・催事
名所・旧跡・観光スポット
- 諏訪大社下社
  - 春宮
  - 秋宮
  - 御柱祭
- 下諏訪宿 本陣岩波家
- 下諏訪宿 脇本陣遺構
- 慈雲寺（一山一寧の開山）
- 下諏訪温泉
- 毒沢温泉
- 万治の石仏
- しもすわ今昔館おいでや[5]

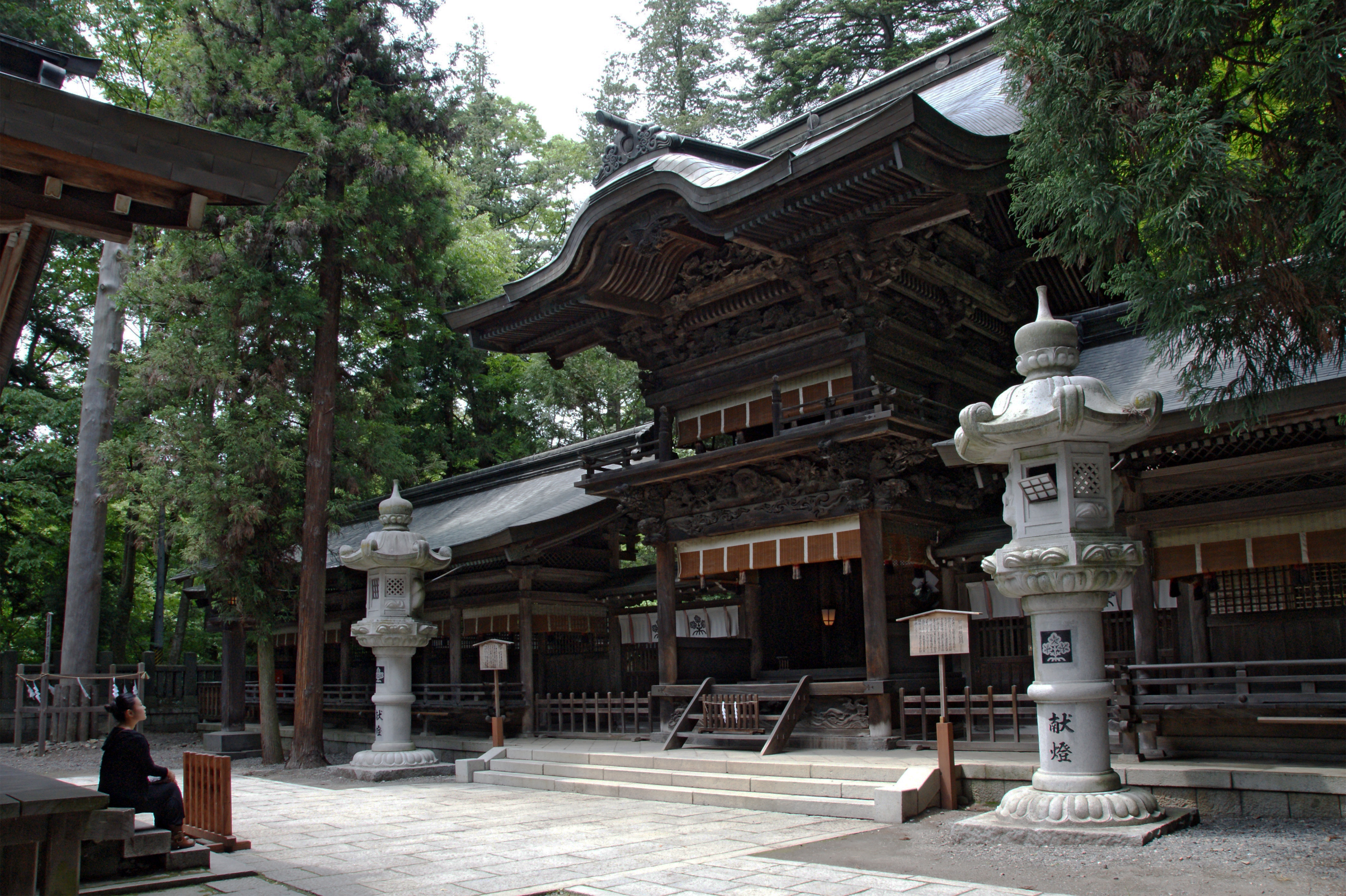
諏訪大社下社春宮

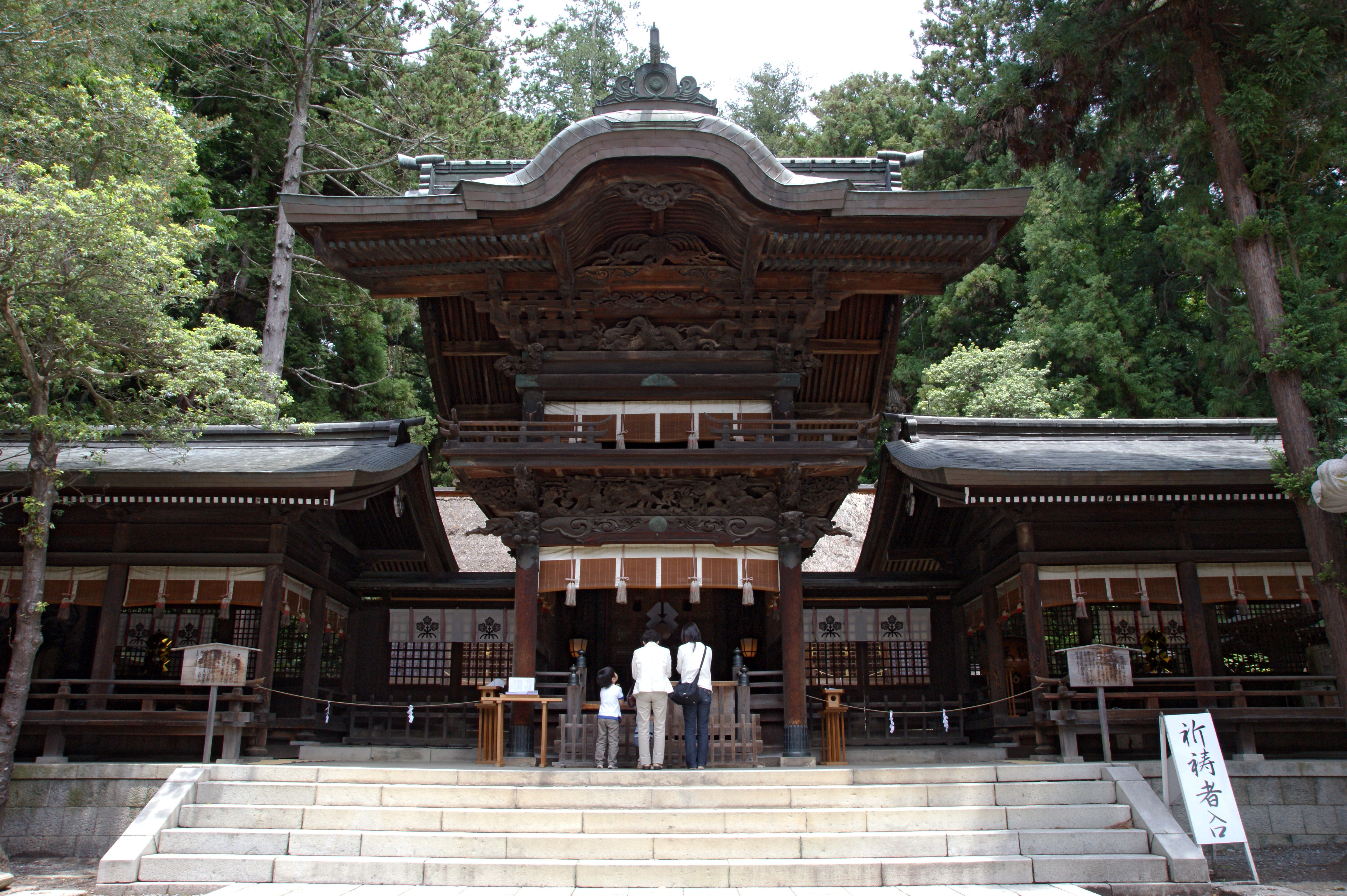
諏訪大社下社秋宮

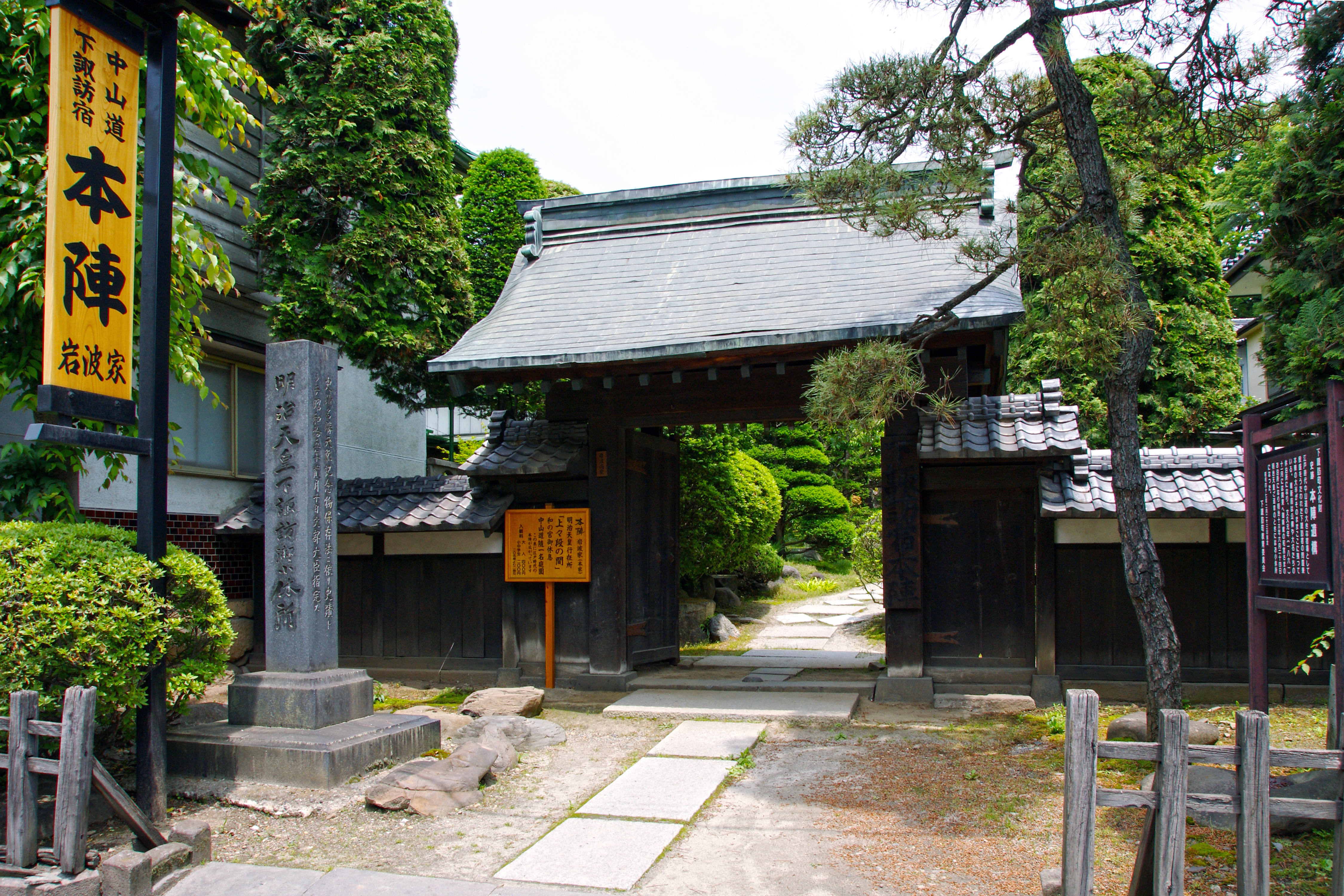
中山道・下諏訪宿本陣

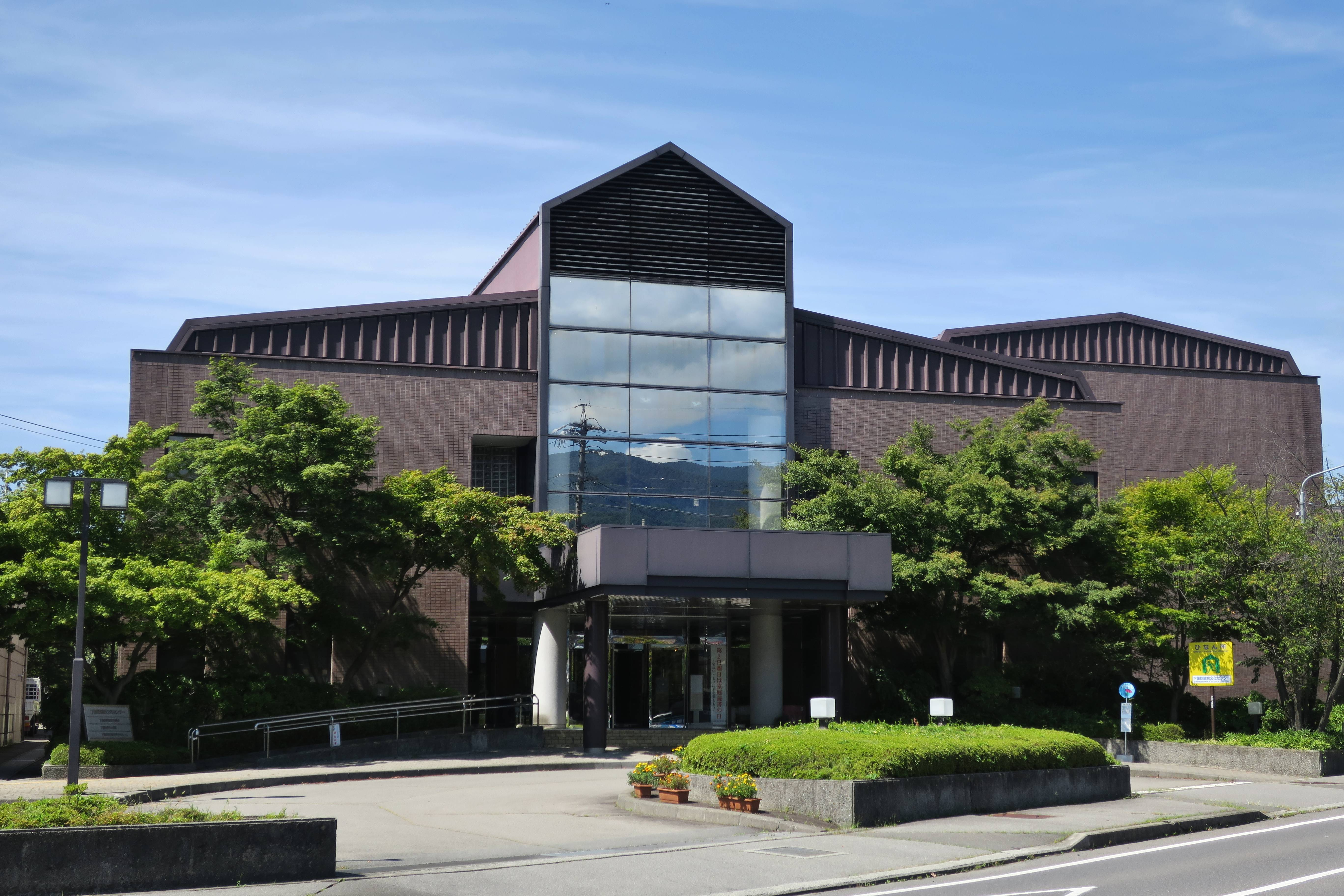
下諏訪総合文化センター

  - 時計工房儀象堂（旧諏訪湖時の科学館儀象堂）
  - 星ヶ塔ミュージアム矢の根や
    - 下諏訪青塚古墳
    - 星ヶ塔黒曜石原産地遺跡
- ニデックオルゴール記念館「すわのね｣（旧諏訪湖オルゴール博物館奏鳴館[6]）
- 諏訪湖博物館・赤彦記念館
  - 分館・今井邦子文学館・宿場街道資料館(旧下諏訪町歴史民俗資料館)
- 根津八紘美術館
- 来迎寺
- 威徳寺
- おんばしら館 よいさ
- 柿蔭山房（アララギ派歌人、島木赤彦旧宅）
- 八島ヶ原湿原
- 和田峠
- ハーモ美術館
- 魁塚（相楽塚）

祭事・催事
- お舟祭[7]

## 友好都市
- 愛知県知多郡南知多町
- 中華人民共和国河南省開封市

## 出身者
- 阿木翁助 - 劇作家、脚本家
- 杏ちゃむ - プロレスラー[8]
- 石埜三千穂 - フリーライター
- 市川一雄 - 作家、新聞・出版社主宰
- 一ノ瀬昭 - 写真家
- 伊東一夫 - 日本近代文学研究者
- 岩波理恵 - タレント、歌手
- 岩本敏男 - 元NTTデータ社長
- 岩本木外 - 俳人
- 岩本光正 - 工学者
- 牛山鶴堂 - 小説家
- 牛山善政 - ヤシカ[9]創業者
- 大野綾音 - 学会認定音楽療法士(児童領域.高齢者領域.回復リハ/緩和ケア)フルート奏者
- 小口忠彦 - お茶の水女子大学名誉教授
- 小口泰平 - 工学者、元芝浦工業大学学長
- 小沢邦彦 - アスレティックトレーナー
- 甲斐犬人 -  タレント、演歌・歌謡曲歌手
- 筧正典 - 映画監督
- 笠原勇二 - 数学者
- 久保田不二子 - 歌人
- Gendy - タレント、歌手、映画プロデューサー、映画監督、下諏訪観光宣伝特使
- 小松敏郎 - 元学習研究社社長
- 小松正幸 - 地質学者、元愛媛大学学長
- 五味智英 - 万葉学者、東京大学教授、文学部長
- 五味保義 - 歌人、万葉学者
- 齊藤万比古 - 医学者
- 篠遠喜人 - 遺伝学者、科学史家、元国際基督教大学学長
- 諏訪淳 - 映画監督
- 関紫竹 - 医師、俳人
- 高木新平 - 映画監督
- 高橋健治 - 生化学者
- 高橋文利 - ジャーナリスト
- 高林清高 - スケート選手
- 長井俊彦[10] - 農林水産官僚
- 中村正彦 - 東京都教育委員会教育長
- 中谷雄飛 - 陸上競技選手
- 林虎雄 - 政治家、長野県知事
- 藤森克彦 - みずほリサーチ&テクノロジーズ主席研究員
- 降幡賢一 - 新聞記者
- 堀内正樹 - 社会人類学者
- 松澤宥 - 芸術家
- 宮坂武男 - 城の研究者
- 宮坂尚幸 - 医学者
- 宮坂義彦 - 教育学者
- 務台慎太郎 - アイスホッケー選手
- 矢島学 - 日本テレビアナウンサー
- 柳澤寿男 - 指揮者

## ゆかりの著名人
- 伊東豊雄 - 建築家
- 今井邦子 - 歌人、小説家
- 上原三枝 - スピードスケート選手
- 金山平三 - 洋画家
- 相楽総三 - 尊皇攘夷派志士
- 島木赤彦 - 歌人
- 髙木菜那 - スピードスケート選手
- 田中悠一 - 将棋棋士
- 天龍道人 - 画家
- 徳久瞳 - 柔道選手
- 林明子 - 絵本作家
- 平出慶一 - 牧師
- 平澤彌一郎 - 運動生理学者
- 光本恵子 - 歌人
- 横井弘 - 作詞家